# Chytrý telefon

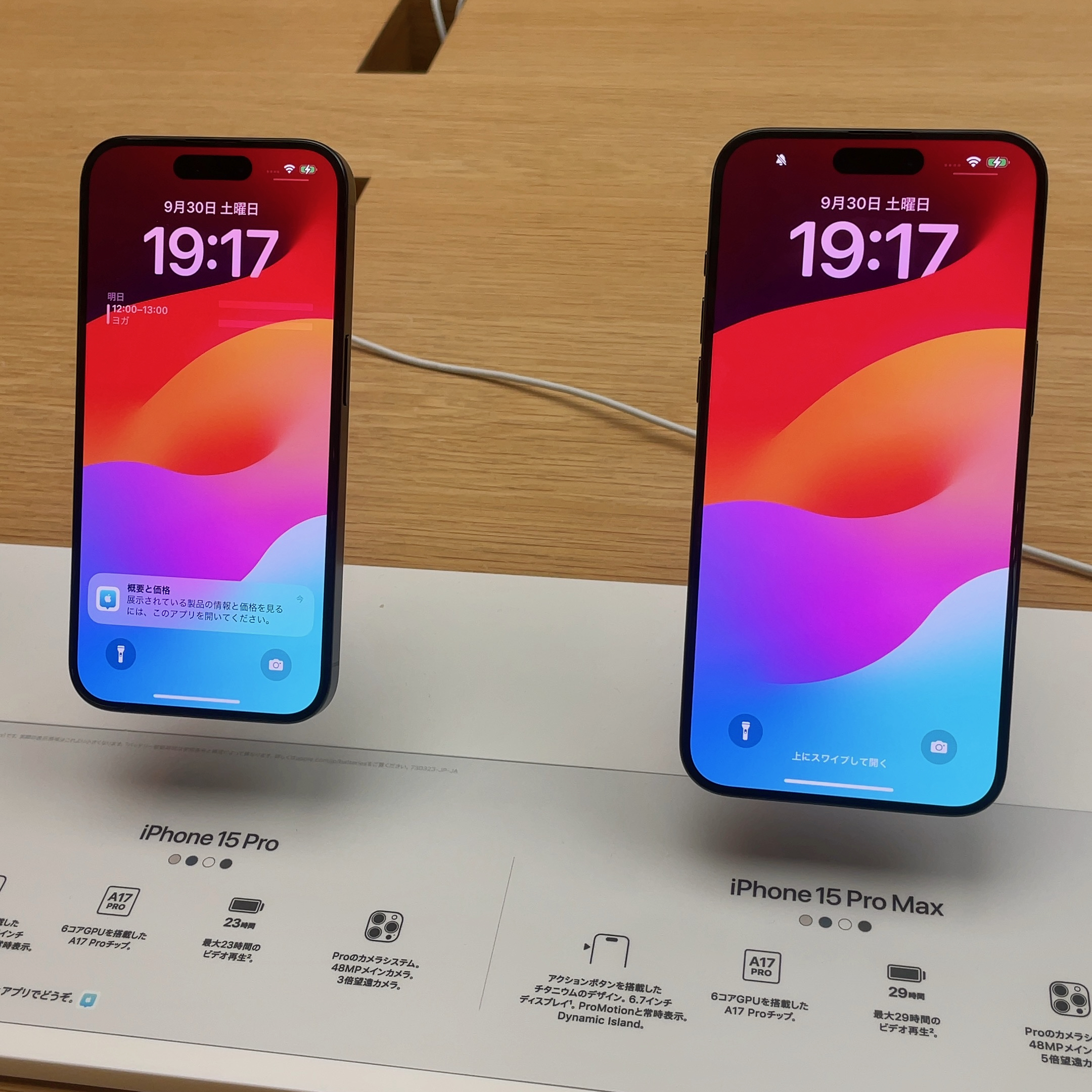
iPhone 15 Pro, s operačním systémem iOS.

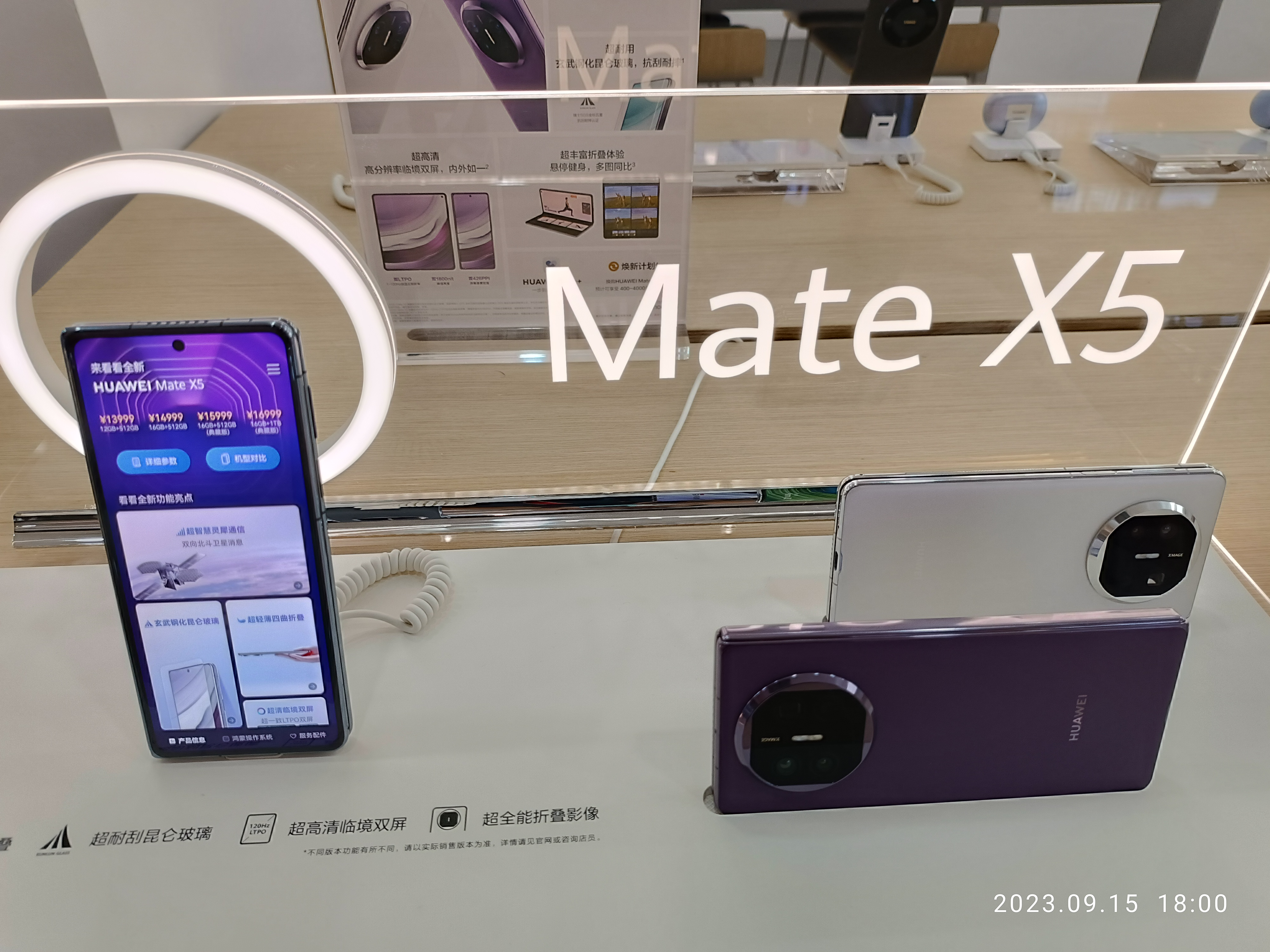
Huawei Mate X5, s operačním systémem HarmonyOS.

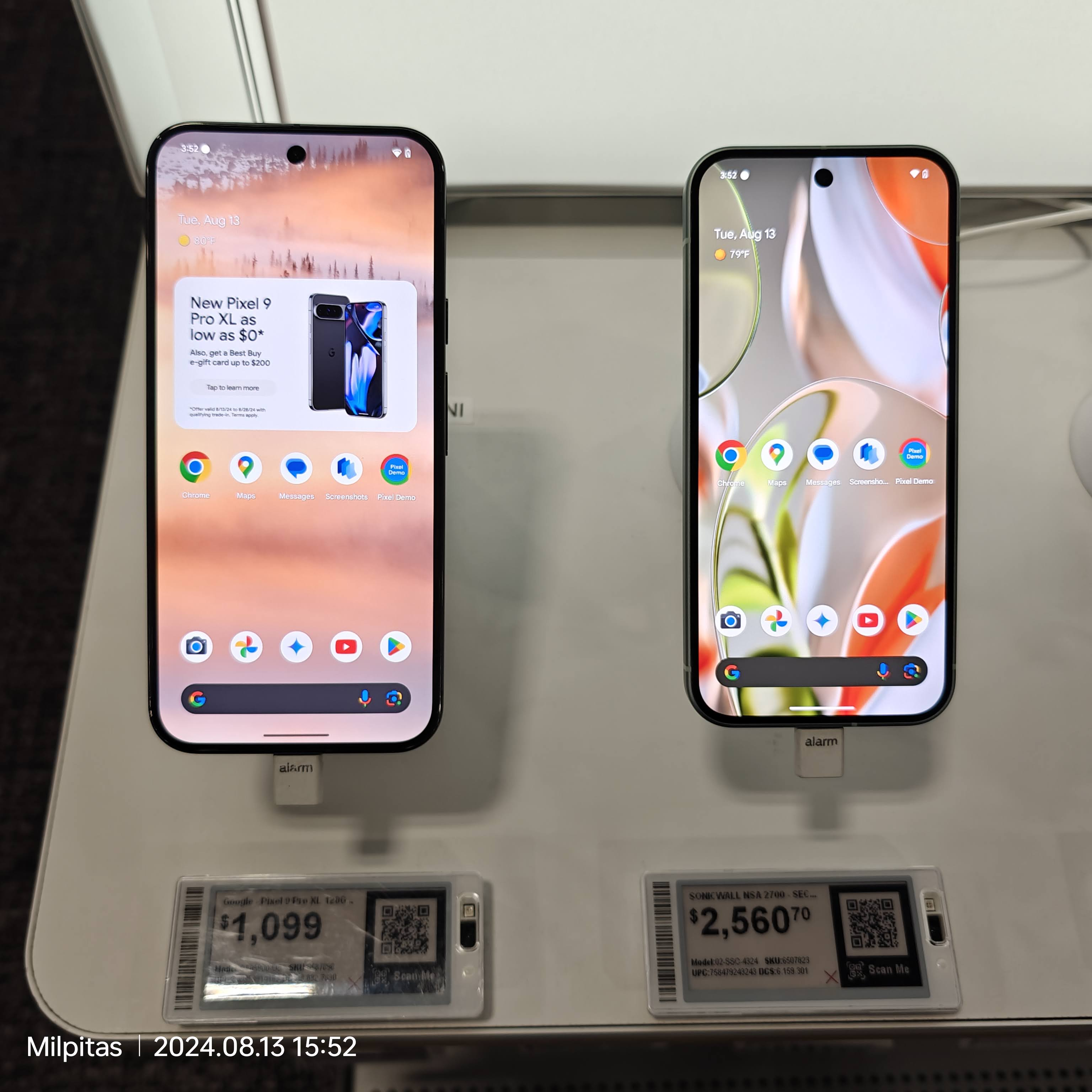
Google Pixel 9 s operačním systémem Android.

Chytrý telefon (běžně také anglicky smartphone, čti [smartfoun]) je mobilní telefon, který využívá pokročilý mobilní operační systém a aplikační rozhraní, jež umožní instalaci nebo úpravy programů. Takovými operačními systémy jsou například: Android, iOS, HarmonyOS, či HyperOS.
Světové prodeje chytrých telefonů poprvé překročily prodeje klasických mobilních telefonů na počátku roku 2013. Chytré telefony ve 20. letech 21. století dominují trh s mobilními telefony ve vyspělých zemích.[zdroj?]

## Výhody
- Operační systémy (např. iOS, Android, či HarmonyOS) poskytují možnost instalace aplikací třetích stran, které určují možnosti chytrého telefonu.
- Aplikace lze stáhnout v internetových obchodech společností, které provozují operační systém, např. Apple App Store nebo Google Play, či App Gallery a to buď zdarma, nebo za poplatek. Často je lze také stáhnout přímo ze stránek výrobce, stejně jako v desktopových operačních systémech.
  - Apple povoluje instalaci aplikací pouze ze svého App Store. Pro instalaci aplikací mimo App Store je potřeba provést tzv. jailbreak.
- K dispozici je velké množství aplikací, např. hry, kancelářské balíky, hudební přehrávače, internetové prohlížeče, mapové aplikace, utility atd. Nejvíce aplikací je k dispozici pro iOS, Android a HarmonyOS.

## Nevýhody
Kvůli náročným požadavkům na funkce zde hrozí neustálá rizika jak ze strany nedostatečného programového zázemí (software), tak fyzického provedení (hardware). 
Příklady:
- Často nelze instalovat aplikace mimo oficiální obchod výrobce, který neumožňuje zpřístupnit k instalaci (např. Adblock – aplikace na blokování reklam).
- Kapacita baterie se stále zlepšuje, ale zařízení jsou v tomto ohledu stále pod úrovní běžných mobilů kvůli velikosti displeje, který spotřebovává hodně energie. Časová výdrž smartphonu tedy často není lepší.
- Rozměry – často bývá rozměr kompromisem mezi tím, co lze vyrobit a co lze používat. Vzniká tak několik málo modelů, kde je u nejmenších sice omezena velikost, ale mobil zase například neumožní psát na komfortnější QWERTY klávesnici.
- Sběr osobních údajů (od NSA, CSEC a dalších),[1][2] sledování rodinných příslušníků či zaměstnanců, zákazníků (například přes ultrazvuk mikrofonu),[3] možná kriminalizace uživatelů,[4] špionáž[5][6] pomocí spyware. Malware umožňuje získat i hesla či PIN kódy. Stačí mu k tomu monitorovat jen senzory zrychlení (běžně se vyskytující ve smartphonech).[7] Častěji se však ke sběru napsaného textu používá keylogger, o kterém uživatel nemusí vědět (může být součástí hardwarové i softwarové klávesnice).

## Rozšíření
Rovněž také narůstá technická gramotnost uživatelů. 
Ceny zavedených modelů se pohybují od 2 do 50 tisíc Kč, ale díky velkému nasazení u operátorů je možné většinu modelů koupit s možností úvěrové koupě. V minulosti někteří operátoři (Např. Vodafone nebo T-Mobile) takzvaně „dotovali“ některé nabízené přístroje s podmíněným tarifem čerpaných služeb a minimální cenou přístroje (1 Kč apod.).
Podle průzkumu společnosti Mastercard chytrý mobilní telefon vlastní devět z deseti Čechů. V roce 2019 údajně používalo mobilní bankovnictví 46 procent klientů této společnosti, v roce 2022 to bylo už 73 procent.

## Termíny
- PDA – digitální asistent
- MDA – velmi používané obchodní označení od T-Mobile distributora a operátora
- ActiveSync – program pro synchronizaci Windows Mobile s platformou NT (Active Sync), Vista (Centrum Synchronizace), Internet (Exchange)
- PC Sync – synchronizační platforma pro mobilní telefony Nokia
- Software pro synchronizaci – Mobilní telefony se systémem Android se synchronizují přes internet (datové připojení nebo Wi-Fi) samy prostřednictvím uživatelského účtu Google (Gmail, Kalendář, Kontakty, Fotky), ale je možné použít i software pro synchronizaci prostřednictvím datového kabelu.

Pojem smartphone byl původně používán pouze pro zařízení, která byla „zvenku“ (tvarem) mobilní telefon a uvnitř PDA + telefon. Smartphone tedy vždy měl hardwarovou numerickou klávesnici, čímž se lišil od komunikátorů/MDA (PDA s integrovanou telefonní jednotkou). Později se pojem smartphone začal používat i pro dotyková zařízení postrádající hardwarovou numerickou klávesnici.
Telefony mohou být také ohebné (například Samsung Galaxy Z Flip6, nebo Huawei Mate X).